# Jöran Olofsson (Lilliesparre af Fylleskog)
Jöran Olofsson (Lilliesparre af Fylleskog), född på 1500-talet, död på 1500-talet, var en svensk häradshövding och fogde.

## Biografi
Jöran Olofsson (Lilliesparre af Fylleskog) var son till adelsmannen Olof Jöransson Skåning och Bengta Abjörnsdotter. Han fick 23 januari 1543 tillsammans med andra förhandla med allmogen i Småland. Jöran Olofsson var från 1543 till 1546 häradshövding i Västbo härad och förseglade 13 januari 1544 adelns arvsförening i Västerås. Han var från 1547 till 4 april 1554 häradshövding i Västbo härad och från 7 februari 1547 till 1550 fogde i Västbo härad och Östbo härad. Tillika fogde från 1547 till 1548 i Sunnerbo härad, från 28 februari 1551 till 1554 fogde över Vadstena klosters landsbor, samt från 1559 till 1564 i Vifolka härad och fogde från 1562 till 1564 i Göstrings härad. Jöran Olofsson fick 1559 konfirmation på ett dombrev angående ett torp Kråkås, underskrev adelsn trohetsförsäkran 30 juni 1560 och ständernas bevillning 15 april 1561. Han skrev trohetsförsäkran till kung Johan III i april 1568.

### Egendom
Jöran Olofsson ägde Håkantorp i Bredaryds socken.

### Familj
Jöran Olofsson var gift med Ulfsax. De fick tillsammans barnen Olof Jöransson och assessorn Jöns Jöransson (Lilliesparre af Fylleskog) i Svea hovrätt.